# Parrandas
Les parrandas désignent des fêtes cubaines. Pratiquées par dix-huit communautés du centre de Cuba, elles consistent en des manifestations culturelles (par exemple, fabrication de monuments, chars et costumes, musique et danse). En 2018, l'UNESCO ajoute ce genre de fête populaire à la liste représentative du patrimoine culturel immatériel de l'humanité. Les fêtes parrandas cubaines sont distinctes de la danse parrandas (es) de la région de Murcie en Espagne.

## Pratique
Les parrandas, célébrés par les "parranderos" de dix-huit communautés, se fondent sur une rivalité entre groupes, qui se résout le soir de la fête. Celle-ci implique des costumiers, menuisiers, équarrisseurs, designers, mannequins, musiciens, chorégraphes, décorateurs, annonceurs, et autres métiers. Le berceau des parrandas est San Juan de los Remedios ; Zulueta (es) (sur Remedios), Buena Vista (sur Remedios), Camajuaní, Vueltas (sur Camajuaní), Taguayabón (sur Camajuaní), Encrucijada, El Santo, Calabazar de Sagua (sur Encrucijada), Caibarién, Placetas, Quemado de Güines, Yaguajay, Mayajigua (sur Yaguajay), Guayos (sur Cabaiguán), Zaza del Medio (sur Taguasco), Chambas et Punta Alegre (sur Chambas) sont les communautés participantes. La première fête remonte à 1820, à Remedios. Elle est organisée à la fin de l'année. Deux quartiers ou parties des villes participantes préparent la fête durant toute l'année, mais certaines personnes espionnent la partie adverse pour tenter de gâcher la surprise. Conception et fabrication de répliques, monuments, chars et costumes, feux d'artifice, décorations, musique et danse appartiennent aux parrandas. Tout le monde peut participer.

## Reconnaissance
Après cinq ans de travail dans ce but, « les parrandas, fêtes du centre du Mexique » sont intégrées par l'UNESCO à la liste représentative du patrimoine culturel immatériel de l'humanité en 2018. Rafael Lara González, spécialiste des traditions cubaines, décrit cette pratique comme authentique et unique. Le directeur du musée des Parrandas, Erick González Bello, définit la fierté nationale comme remedianidad, sentiment de l'identité de San Juan de los Remedios davantage qu'une identité cubaine. Gladis Collazo Usallán, qui soumit le dossier pour que les Parrandas intègrent la liste, explique que cet ajout pose désormais des problèmes d'ordre économique et oblige à respecter un certain calendrier. Il s'agit aussi de prendre garde aux mesures de sécurité liées au feu utilisé pour la fête, et de faire en sorte qu'elle reste un plaisir. De plus, un enjeu est de valoriser le patrimoine, par le biais d'un musée, sans tomber dans l'écueil de l'institutionnalisation excessive qui constituerait un frein à la spontanéité populaire. D'après la description de l'UNESCO, les parrandas, malgré leur portée traditionnelle, sont l'objet de nouvelles approches, ce qui les rend aussi contemporaines.